# Consonne occlusive épiglottale sourde
La consonne occlusive épiglottale sourde est un son consonantique assez peu fréquent dans les langues parlées. Le symbole dans l’alphabet phonétique international est [ʡ]. Ce symbole est composé d’un coup de glotte [ʔ], mais il est barré.

## Caractéristiques
Voici les caractéristiques de la consonne occlusive épiglottale sourde :
- Son mode d'articulation est occlusif, ce qui signifie qu'elle est produite en obstruant l’air du chenal vocal.
- Son point d'articulation est épiglottal, ce qui signifie qu'elle est articulée avec l'épiglotte contre le pharynx.
- Sa phonation est sourde, ce qui signifie qu'elle produite sans la vibration des cordes vocales.
- C'est une consonne orale, ce qui signifie que l'air ne s’échappe que par la bouche.
- Parce qu'elle est prononcée dans la gorge, sans un organe à l'intérieur de la bouche, la dichotomie central/latéral ne s'applique pas.
- Son mécanisme de courant d'air est égressif pulmonaire, ce qui signifie qu'elle est articulée en poussant l'air par les poumons et à travers le chenal vocatoire, plutôt que par la glotte ou la bouche.

## En français
Le français ne possède pas le [ʡ].